# Bob Christie
Bob Christie, ameriški dirkač Formule 1, * 4. april 1924, Grants Pass, Oregon, ZDA, † 1. junij 2009, Grants Pass.
Bob Christie je pokojni ameriški dirkač, ki je med letoma 1956 in 1963 sodeloval na ameriški dirki Indianapolis 500, ki je med letoma 1950 in 1960 štela tudi za prvenstvo Formule 1. Najboljši rezultat je dosegel na dirki leta 1960, ko je zasedel deseto mesto.